# Грецька музика
Грецька музика, музика Греції — багатоманітна музична культура, що історично розпадається на кілька культур — давньогрецьку музику, візантійську музику та власне музику Греції на її сучасному етапі.

## Музика в Давній Греції

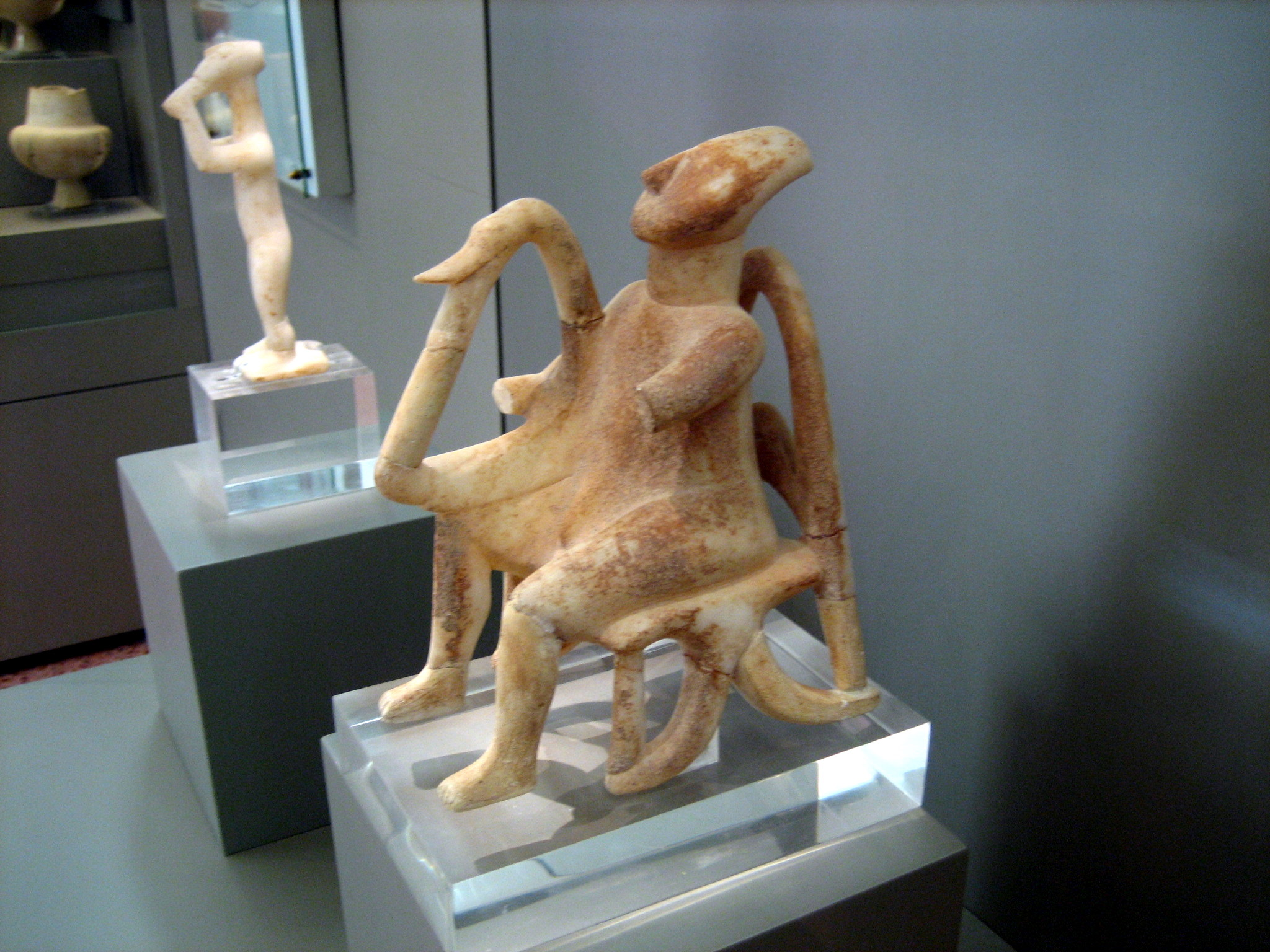
Кікладський ідол-кіфарист

Саме слово «музика» має давньогрецьке походження (грец. Μουσική) і походить від «муз» — у давньогрецькій міфології дочок Зевса, що дали початок поезії, мистецтву і науці.
У Стародавній Греції музика супроводжувала різні сфери життя і звучала на публічних зібраннях і заходах, в ритуалах, в театрі та іграх. Постаті музикантів зустрічаються у міфології (Орфей, Філамон, Таміріс, Марсій) та епічних поемах (Демодок і Фемій в «Одіссеї»). На античних вазах збереглися зображення музикантів, що грають на музичних інструментах, таких як арфа, кіфара, ліра. На честь богів давні греки складали гімни, наприклад пеани номи на честь Аполлона чи дифірамби на честь Діоніса.
Починаючи з 6 століття до н. е. музика стає об'єктом інтересу філософів. Зокрема Піфагор відкрив ряд акустичних закономірностей, що мають основоположне значення і для сучасної європейської теорії музики. Аристоксен висунув тезу про емпірично-слухове сприйняття музичних інтервалів, Платон і Аристотель розвинули вчення про роль музики в етичному вихованні.
Давньогрецька музика була переважно одноголосною. Її ладову основу становили давньогрецькі лади, основу яких становили тетрахорди, що могли сполучатися в октавні лади — «гармонії». Назви октавних давньогрецьких ладів (лідійський, дорійський тощо) широко використовуються і в сучасній теорії музики.

## Музика у Візантії
З 4 століття і до падіння Константинополя 1453 року Греція входила до Візантійської іпмреії, що і визначало її культуру. З прийняттям і розвитком християнства основною формою побутування музики у Візантії стали літургійні піснеспіви. Їх найдревнішими видами були літургійний речитатив та псалмодія, запозичена від юдейського богослужіння. У 5-6 столітті широке поширення у візантійській традиції отримали гімни, представлені такими жанрами як тропарі, кондаки, канони, пізніше — стихіри. Розвиток візантійської гімнографії у 6—8 століттях пов'язаний з діяльністю вихідців із Сирії св. Романа Сладкоспівця, святого Андрея Критського, а також Іоана Дамаскіна. В цей час формується система осьмогласія, що використовувала лади давньогрецької музики.
З 9 століття важливим центром гімнотворчості став Судитський монастир поблизу Константинополя. В XIV—XV століттях підйом гімнотворчості пов'язаний з діяльністю Івана Кукузеля, що жив у монастирі Святого Афанасія на Афоні. Візантійська музична культура мала великий вплив на розвиток як Східної, так і Західної християнської богослужбової музики. Розроблена у Візантії невменна нотація тривалий час використовувалась і в Західній Європі, а система осьмогласія стала основою формування знаменного співу на Русі.
Паралельно із літургійною музикою у Візантії розвиваються епічні жанри — акритські пісні, що прославляли подвиги акритів.

## Народна музика Греції
Народна творчість греків багатоманітна. Пісні можна розділити на епічні, історичні, побутові, балади. Серед побутових — трудові, колискові, любовні, весільні, застільні, жартівні, календарні, присвячені масовим народним святам. Переважна більшість історичних пісень створена в роки боротьби греків проти турецького ярма (пісні клефтів) і в період становлення грецької держави, їх основним змістом стало оспівування волі й незалежності. Виконання грецьких народних пісень часто супроводжується хороводом.
Назви народних танців ведуть своє походження від місцевості, де вони існують (наприклад, критський танець), від історичної події (танець Залонго), від назви професії (хасапіко — танець м'ясників й ін.) або беруть свої назви від ритму й руху (сіртос, сіртакі й ін.). Народний інструментарій включає різні види лютні, сопілки (авлос), ліру (критська ліра), поздовжні флейти, волинки. Особливо популярні бузукі, баглама, мандоліна, скрипка. До складу сучасних оркестрів народних інструментів Греції входять також кларнети і гітари.

## Становлення професійної школи і сучасність
В часи османського ярма професійна грецька музична культура розвивалася лише на Іонічних островах, на які турецьке владицтво не поширювалось. Іонічна школа тривалий час залишалася провідною і після здобуття Грецією незалежності 1830 року, коли розпочався новий етап в історії грецької музичної культури, тісно пов'язаний з діяльністю уродженця Керкіри Ніколаоса Мандзароса — автора національного гімну Греції (1865), ряду фортепіанних та вокально-симфонічних творів. 1840 року Мандзарос заснував Філармонічне товариство Керкіри, що стало професійною школою майбутніх грецьких композиторів, серед яких автори перших грецьких опер — Павлос Каррер та Спірідон Ксіндас.
1871 року була відкрита консерваторія в Афінах, а 1939 року — Національна опера. В добу італо-грецької війни 1940—1941 років найбільш відомою за виконання патріотичних пісень, а згодом «співачкою Перемоги» стала Софія Вембо.
Пізніше успіхів на міжнародній арені досягли грецькі композитори Спірідон Самарас (автор Олімпійського гімну), Мікіс Теодоракіс, Димітріс Мітропулос, Яніс Ксенакіс, Вангеліс Папатанасіу, співачка Марія Каллас; серед сучасних — тенор Маріос Франгуліс, піаніст Дімітріс Сгурос, скрипаль Леонідас Кавакос.
Софія Вембо найбільш відома в добу італо-грецької війни виконанням патріотичних пісень, а згодом здобула народне визнання як «співачка Перемоги». Кеті Хомата — естрадна співачка, представниця покоління музикантів «Нової хвилі». Серед композиторів, представників «Нової хвилі» вирізняється Діонісіс Саввопулос. Справжні зірки грецької естради другої половини 20 століття — Деміс Русос та Нана Мускурі.
В популярній музиці у XX столітті в Греції набули популярності своєрідні національні жанри — рембетика — пісні кримінального походження, а також лаїка. 2006 року завдяки перемозі Єлени Папарізу Греція приймала конкурс Євробачення.